# Ян-Філіп Гланія
Ян-Філіп Гланія (нім. Jan-Philip Glania, 8 листопада 1988) — німецький плавець.
Учасник Олімпійських Ігор 2012 року.
Призер Чемпіонату світу з водних видів спорту 2015 року.
Призер Чемпіонату Європи з водних видів спорту 2014, 2018 років.